# EZO
EZO (también estilizado como E-Z-O) fue un grupo de heavy metal japonés originario de la ciudad de Sapporo, activo entre 1982 y 1990.
La formación de la banda incluía a Masaki Yamada (voz), Taro Takahashi (bajo), Shoyo Iida (guitarra) y Hiro Homma (batería), los cuales comenzaron su carrera como Flatbacker en Japón.
Como Flatbacker editaron un demo casete: Minagoroshi, en 1984, y dos álbumes, Accident en 1985 y Esa en 1986, estos últimos por intermedio del sello local Invitation.
Luego de la publicación de Esa marchan a los EE. UU., donde contactan al bajista y líder de Kiss, Gene Simmons, quien se transforma en el mentor del lanzamiento del grupo en Estados Unidos, ya bajo el nombre de EZO.
Simmons les consigue un atractivo contrato con Geffen Records y les produce su álbum debut estadounidense: E-Z-O, lanzado en 1987.
En 1989 apareció un segundo LP por Geffen: Fire Fire, producido por el prestigioso Stephan Galfas, pero el sello les rescinde el contrato poco después, lo cual termina apurando la disolución de la banda.
Tras la separación de EZO el vocalista Masaki Yamada se unió a sus compatriotas de Loudness en 1992, mientras que el batería Hiro Homma hizo lo propio en 1994, uniéndose más tarde al grupo japonés Anthem.

## Discografía
- Accident (como Flatbacker, 1985)
- Esa (como Flatbacker, 1986)
- E-Z-O (1987)
- Fire Fire (1989)